# Бенджамин, Алек Шейн
Алек Шейн Бенджамин (англ. Alec Shane Benjamin, род. 28 мая 1994, Финикс, США) — американский певец, исполнитель собственных песен, родом из Финикса, штат Аризона. Наиболее известен композициями: «Paper Crown», «I Built A Friend», «End of the Summer», «Let Me Down Slowly» и «Water Fountain». Также получил значительную популярность благодаря своим демозаписям. В дополнение к его сольному проекту, Алек добился успеха в написании песен для таких артистов как Джон Бельон, в частности дуэт в композиции «New York Soul Pt. ii» из альбома Джона «The Human Condition». Его вдохновляли такие известные исполнители, как Эминем и Пол Саймон.

## Биография
Бенджамин родился в Финиксе (штат Аризона), но в детстве некоторое время жил на Лонг-Айленде в штате Нью-Йорк. У него есть сестра, для которой он написал свою песню «If We Have Each Other».

### Микстейпы
| Названия           | Подробности                                                    | Позиции | Позиции | Позиции | Позиции | Позиции | Позиции |
| Названия           | Подробности                                                    | US      | CAN     | DEN     | NLD     | NOR     | SWE     |
| ------------------ | -------------------------------------------------------------- | ------- | ------- | ------- | ------- | ------- | ------- |
| Mixtape 1: America | - Релиз: 22 апреля 2013 - Лейбл: White Rope - Формат: Загрузка | —       | —       | —       | —       | —       | —       |
| Narrated for You   | - Релиз: 16 ноября 2018 - Лейбл: N/A - Формат: Загрузка        | 127     | 62      | 15      | 82      | 5       | 36      |

### Синглы
| Названии         | Подробности                                                      | Позиции | Позиции  | Позиции  | Позиции | Позиции | Позиции | Позиции | Позиции | Позиции | Сертификация                                                                                         |
| Названии         | Подробности                                                      | US      | US Heat. | BEL (FL) | CAN     | DEN     | FRA     | NLD     | NOR     | SWE     | Сертификация                                                                                         |
| ---------------- | ---------------------------------------------------------------- | ------- | -------- | -------- | ------- | ------- | ------- | ------- | ------- | ------- | --- |
| Narrated for You | - Релиз: 16 ноября 2018 - Лейбл: Atlantic - Формат: Загрузка, LP | 127     | 3        | 121      | 62      | 10      | 130     | 61      | 5       | 20      | - RIAA: Золото - BPI: Серебро - IFPI AT: Золото - IFPI DEN: Золото - IFPI NOR: Платина - MC: Платина |

### Мини-альбом
| Названия | Подробности                                                    |
| -------- | -------------------------------------------------------------- |
| America  | - Релиз: 22 апреля 2013 - Лейбл: White Rope - Формат: Загрузка |

### Синглы

#### Как ведущий артист
| Названия                                                                       | Год  | Позиции | Позиции | Позиции  | Позиции | Позиции | Позиции | Позиции | Позиции | Позиции | Позиции | Сертификаты | Альбом             |
| Названия                                                                       | Год  | US      | AUS     | BEL (FL) | CAN     | DEN     | IRE     | NLD     | NOR     | SWI     | UK      | Сертификаты | Альбом             |
| ------------------------------------------------------------------------------ | ---- | ------- | ------- | -------- | ------- | ------- | ------- | ------- | ------- | ------- | ------- | --- | ------------------ |
| «Paper Crown»                                                                  | 2014 | —       | —       | —        | —       | —       | —       | —       | —       | —       | —       | | Неальбомные синглы |
| «End of the Summer»                                                            | 2016 | —       | —       | —        | —       | —       | —       | —       | —       | —       | —       | | Неальбомные синглы |
| «The Way to Nowhere»                                                           | 2016 | —       | —       | —        | —       | —       | —       | —       | —       | —       | —       | | Неальбомные синглы |
| «I Built a Friend»                                                             | 2017 | —       | —       | —        | —       | —       | —       | —       | —       | —       | —       | | Неальбомные синглы |
| «Let Me Down Slowly» (solo or featuring Alessia Cara)                          | 2018 | 79      | 56      | 4        | 49      | 7       | 17      | 22      | 6       | 20      | 31      | - RIAA: 3× Платина - ARIA: 2× Платина - BEA: Платина - BPI: Платина - IFPI DEN: Платина - IFPI NOR: 2× Платина - IFPI SWI: 2× Платина - MC: 4× Платина | Narrated for You   |
| «Boy in the Bubble»                                                            | 2018 | —       | —       | —        | —       | —       | —       | —       | —       | —       | —       | - RIAA: Золото - MC: Золото | Narrated for You   |
| «If We Have Each Other»                                                        | 2018 | —       | —       | —        | —       | —       | —       | —       | —       | —       | —       | - RIAA: Платина - MC: Платина | Narrated for You   |
| «Death of a Hero»                                                              | 2018 | —       | —       | —        | —       | —       | —       | —       | —       | —       | —       | | Narrated for You   |
| «Outrunning Karma»                                                             | 2018 | —       | —       | —        | —       | —       | —       | —       | —       | —       | —       | - RIAA: Золото | Narrated for You   |
| «1994»                                                                         | 2018 | —       | —       | —        | —       | —       | —       | —       | —       | —       | —       | | Narrated for You   |
| «Must Have Been the Wind»                                                      | 2019 | —       | —       | —        | —       | —       | —       | —       | —       | —       | —       | - MC: Золото | These Two Windows  |
| «Jesus in LA»                                                                  | 2019 | —       | —       | —        | —       | —       | —       | —       | —       | —       | —       | - RIAA: Золото - MC: Золото | These Two Windows  |
| «Mind Is a Prison»                                                             | 2019 | —       | —       | —        | —       | —       | —       | —       | —       | —       | —       | | These Two Windows  |
| «Demons»                                                                       | 2020 | —       | —       | —        | —       | —       | —       | —       | —       | —       | —       | | These Two Windows  |
| «Oh My God»                                                                    | 2020 | —       | —       | —        | —       | —       | —       | —       | —       | —       | —       | | These Two Windows  |
| «The Book of You & I»                                                          | 2020 | —       | —       | —        | —       | —       | —       | —       | —       | —       | —       | | These Two Windows  |
| «Six Feet Apart»                                                               | 2020 | —       | —       | —        | —       | —       | —       | —       | —       | —       | —       | | Неальбомный сингл  |
| «Match in the Rain»                                                            | 2020 | —       | —       | —        | —       | —       | —       | —       | —       | —       | —       | | These Two Windows  |
| «I Built a Friend (2020)»                                                      | 2020 | —       | —       | —        | —       | —       | —       | —       | —       | —       | —       | | Неальбомный сингл  |
| «The Way You Felt»                                                             | 2021 | —       | —       | —        | —       | —       | —       | —       | —       | —       | —       | | (Un)Commentary     |
| «Change My Clothes» (with Dream)                                               | 2021 | —       | —       | —        | —       | —       | 70      | —       | —       | —       | 67      | | Неальбомный сингл  |
| «Older»                                                                        | 2021 | —       | —       | —        | —       | —       | —       | —       | —       | —       | —       | | (Un)Commentary     |
| «Shadow of Mine»                                                               | 2022 | —       | —       | —        | —       | —       | —       | —       | —       | —       | —       | | (Un)Commentary     |
| «Speakers»                                                                     | 2022 | —       | —       | —        | —       | —       | —       | —       | —       | —       | —       | | (Un)Commentary     |
| «Devil Doesn’t Bargain»                                                        | 2022 | —       | —       | —        | —       | —       | —       | —       | 30      | —       | 95      | - MC: Gold | (Un)Commentary     |
| «—» denotes a single that did not chart or was not released in that territory. |      |         |         |          |         |         |         |         |         |         |         | |                    |

#### Как гостевой артист
| Название                                                                                        | Год  | Альбом              |
| ----------------------------------------------------------------------------------------------- | ---- | ------------------- |
| «New York Soul, Pt. II» (Jon Bellion при участии Alec Benjamin)                                 | 2016 | The Human Condition |
| «Eyes Blue Like the Atlantic, Pt. 2» (Sista Prod при участии Powfu, Alec Benjamin, and Rxseboy) | 2020 | Неальбомный сингл   |

### Другие сертифицированы песни
| Названия                      | Год  | Сертификация                                     | Альбом           |
| ----------------------------- | ---- | ------------------------------------------------ | ---------------- |
| «Water Fountain»              | 2018 | - RIAA: Platinum - BPI: Silver - MC: 2× Platinum | Narrated for You |
| «If I Killed Someone for You» | 2018 | - RIAA: Gold                                     | Narrated for You |

## Демо
| Название                             | Год  |
| ------------------------------------ | ---- |
| Animal                               | 2013 |
| Together We’ll Fall                  | 2013 |
| 18                                   | 2013 |
| I Won’t Forget You                   | 2014 |
| Crazy                                | 2015 |
| Love Is a Fragile Dance              | 2016 |
| My old Bicycle                       | 2016 |
| Settle Down                          | 2016 |
| Tie My Laces                         | 2016 |
| Medicine Man (Boy in a Box)          | 2016 |
| Wrinkles                             | 2016 |
| Gabriel                              | 2016 |
| Beautiful Pain                       | 2016 |
| The Wolf and the Sheep               | 2016 |
| 50 First Days                        | 2016 |
| Saving Sawyer                        | 2017 |
| Our Love is Like a Burning Garden    | 2017 |
| Now She’s Getting Married            | 2017 |
| Journey to the Lowest Place on Earth | 2017 |
| Last of Her Kind                     | 2017 |
| Feed                                 | 2017 |
| O.I.N.V.                             | 2017 |
| Pretending                           | 2017 |
| The Knife in my Back                 | 2018 |
| Worst Day of my Life                 | 2018 |
| My Mothers Eyes                      | 2018 |
| Use Me                               | 2018 |
| The Colonel’s Journal                | 2019 |
| At the Bottom                        | 2019 |
| Cause it Hurts                       | 2020 |
| How it Feels to be Replaced          | 2020 |
| Stranger to Myself                   | 2020 |
| TSS (The Saddest Song)               | 2020 |
| Six Feet Apart                       | 2020 |
| Lock me up for Life                  | 2020 |
| Miss her the Most                    | 2020 |
| Balancing Game                       | 2020 |

## Личная жизнь
Бенджамин заявил в интервью, что имеет социофобию и ОКР.. Он написал много своих песен о девушке, с которой встречался, когда был моложе, в том числе «Let Me Down Slowly».